# Radio y Televisión Querétaro
Radio y Televisión Querétaro  es la columna vertebral del Sistema Estatal de Comunicación Cultural y Educativo (SECCE) organismo público descentralizado del Gobierno del Estado de Querétaro que opera dos estaciones de radio y una estación de televisión.
Radio y Televisión Querétaro es un sistema público de radiodifusión miembro de La Red de Radiodifusoras y Televisoras Educativas y Culturales de México.

## Historia
El 4 de febrero de 1988, fue inaugurada Radio Querétaro XEQUE-AM 1150 kHz, por el entonces presidente de la república Miguel de la Madrid Hurtado durante el mandato del Gobernador del Estado Lic. Mariano Palacios Alcocer, salió al aire en transmisiones normales el 5 de febrero como parte de la paraestatal denominada Sistema Estatal de Comunicación Cultural y Educativa.
Radio Querétaro nació con buena estrella, pues el estilo fresco de sus locutores al aire, lo profundo y bien documentado de sus contenidos atendiendo a su vocación de emisora cultural y educativa, sus estudios de transmisión y grabación magníficamente equipados, la llevaron a ser comparada con Radio Educación -pilar de las emisoras culturales- y a ser considerada la emisora con mejores estudios de América Latina. 
Su barra programática fue cuidadosamente diseñada para ofrecer a todos los públicos diferentes opciones que propiciaran la difusión del arte, la cultura y las tradiciones en sus más diversas manifestaciones, abarcando todos los ritmos y géneros, difundiendo música de calidad como una alternativa de buena radio a una audiencia ávida de opciones distintas, en un estado saturado por la radio comercial. 
La emisora pronto cosecharía sus primeros éxitos ganando premios nacionales e internacionales como el Premio Internacional ULCRA IV a la Mejor Calidad de Producción de América Latina y el Caribe por el programa "Pirinolas", producción a cargo de la también locutora del mismo, Luz Angélica Colín. 
Durante 17 años estuvo al aire XEQUE-AM 1150 kHz con 1,000 watts de potencia, transmitiendo de 05:00 a 00:00 horas.
El 28 de junio de 2005, comenzó sus transmisiones XHQUE-FM 100.3 MHz transmitiendo las 24 horas del día, en sustitución de la estación XEQUE-AM.

## Estaciones
Para la ciudad de Querétaro y zona metropolitana transmite en frecuencia modulada XHQUE-FM 100.3 MHz con 15,000 watts de potencia y en televisión XHSECE-TDT en el canal virtual 10.1.
Para la población de Jalpan de Serra transmite en amplitud modulada XEQJAL-AM 1200 kHz con 5,000 watts de potencia diurnos.

## Ubicación
Los estudios centrales están ubicados en la calle de Pasteur n.º 6 Norte en el corazón del centro histórico de la ciudad de Querétaro.